# 布代什蒂鄉 (沃爾恰縣)
45°02′40″N 24°22′22″E / 45.0444°N 24.3729°E
布代什蒂鄉（羅馬尼亞語：Comuna Budești, Vâlcea），是羅馬尼亞的鄉份，位於該國西南部，由沃爾恰縣負責管轄，處於布加勒斯特以西150公里，每年平均降雨量1,040毫米，海拔高度228米，2002年人口5,707。